# Ivan Bečvář
Ivan Bečvář (* 19. ledna 1934) byl český politik, v 90. letech 20. století poslanec České národní rady a Poslanecké sněmovny za ODS.

## Biografie
Profesně se v 90. letech uvádí jako zemědělský inženýr, bytem Chudenín.
Po sametové revoluci se zapojil do politiky. Byl aktivistou Občanského fóra. V prosinci 1989 se stal jako kandidát OF předsedou Okresního národního výboru v Klatovech. Ve volbách v roce 1992 byl zvolen za ODS do České národní rady (volební obvod Západočeský kraj). Zasedal v zemědělském výboru. Od vzniku samostatné České republiky v lednu 1993 byla ČNR transformována na Poslaneckou sněmovnu Parlamentu České republiky. Zde setrval do konce funkčního období, tedy do voleb v roce 1996.
V senátních volbách roku 1996 neúspěšně kandidoval do horní komory českého parlamentu za senátní obvod č. 11 - Domažlice, coby kandidát ODS. Získal 36 % procent hlasů, ale ve 2. kole ho porazil sociální demokrat Petr Smutný.